# Juche

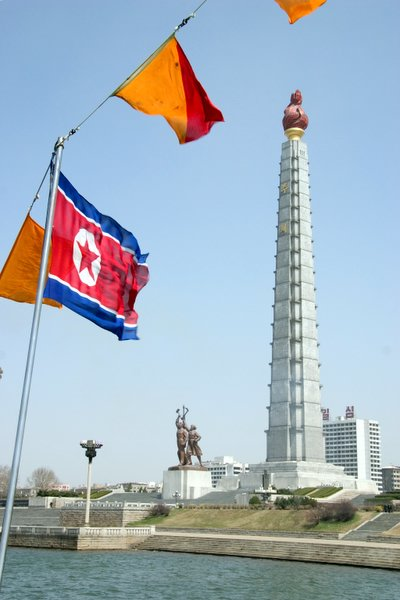
Torre de la Idea del Juche a Pyongyang

La Idea del Juche, de vegades pronunciat Chuch'e, és la tesi política de Kim Il-sung, el creador de Corea del Nord, on proposa que les masses treballadores coreanes són qui porten a terme el desenvolupament del país. Des del 1950 fins a 1970, Kim va elaborar la Idea del Juche com un set de principis que el govern empra per a justificar les seves decisions polítiques, entre les quals hi ha aconseguir i mantenir la independència respecte de les superpotències, una postura militar forta i una dependència dels propis recursos naturals coreans. El nom ve de juche, que vol dir "cos principal" o "idea central", i de vegades és traduït en fonts nord-coreanes com a "postura independent" o "esperit d'autosuficiència". També ha estat interpretat com "sempre posant els interessos coreans en primer lloc".:414 Segons Kim Il-sung, la Idea del Juche es basa en la creença que "l'home és l'amo de tot, i ho decideix tot".

## Origen
Fonts nord-coreanes troben els orígens del Juche a la dècada dels 1930. Segons aquests fonts, la primera menció del Juche va ser el 30 de juny de 1930 en un discurs de Kim Il-sung, que llavors tenia 18 anys. Tot i que l'autenticitat d'aquestos discursos primerencs, hi és disputada.
La primera referència enregistrada del Juche a un discurs, data del 28 de desembre de 1955, fet per Kim Il-sung, anomenat "L'eliminació del dogmatisme i formalisme, i l'establiment del Juche al treball ideològic". A aquest discurs, Kim va instar als propagandistes del partit, el no importar idees i costums de la Unió Soviètica a Corea, i presentava a Corea com una nació revolucionaria pel seu propi dret. Digué:
Per fer la revolució a Corea, hem de conèixer la història i geografia Coreana, així com els costums de la població coreana. Només llavors, és possible educar a la nostra pròpia gent d'una forma on hi puguen encaixar i inspire un amor ardent pel seu país nadiu i la seua pàtria.:421
Kim remarca la importància de l'educació i l'aprenentatge de la història coreana. A través de l'ensenyament del poble coreà de la seua pròpia història, "estimularà l'orgull nacional i impulsarà les masses cap a la lluita revolucionaria".:421 Kim parla al seu discurs dels esdeveniments més importants del passat i com el resultat final podria haver estat previngut. També remarca la importància de recordar la seua lluita, i que no aprendre del seu passat, o negar-lo, significa que "la nostra gent no va fer res".:422
Hwang Jang-yeop, l'assessor ideològic més important de Kim, va descobrir aquest discurs després, a la dècada de 1950, quan Kim desenvolupava la seua pròpia versió del Marxisme-Leninisme, del qual el Juche hi seria un avançament, i va començar a elaborar la idea del Juche. Pel 1958, Kim Il-sung es va establir a ell mateix com el "Mandatari sense rival de Corea del Nord" i va idear el llenguatge a emprar per la gent devota de Kim. Açò va resultar en la construcció d'un culte a la personalitat sobre ell, per glorificar Kim Il-sung i la seua història familiar, i la seua legitimitat com a líders. Tot i la seua mort, continua sent el seu "President Etern", fen que fins i tot aquells i aquelles crítics del seu fill Kim Jong-il, i l'actual president Kim Jong-un, continuen reverenciant apassionadament la seua figura. La història reescrita de Corea va enrere en el temps fins a 1866, quan la família "heroica" de Kim i el seu re-besavi, lluitaren contra l'Imperialisme Americà. Aquest és un dels exemples de com la maquinària política Nord Coreana va començar a fer mite de la història de Kim i les seues habilitats personals. El culte a la personalitat que envolta la família de Kim ha estat legitimada i va ajudar a arreplegar suport de la ideologia Juche. Kim Il-sung va ser reverenciat com a "Suprem líder i sol de la població".
La Idea del Juche va emergir gradualment com una doctrina ideològica sistemàtica sota les pressions de la Ruptura sinosoviètica. El desenvolupament d'un apropament independent al Marxisme-Leninisme fou necessari per romandre neutral, segons augmentava la intensitat de la ruptura. Després que es va deixar de costat per gairebé una dècada, el 1963 quan Kim va parlar dels principis de l'Exèrcit Popular de Corea, la idea va tornar de nou. Kim Il-sung va descriure els tres principis fonamentals del Juche al seu discurs del 14 d'abril de 1965 anomenat "Construcció Socialista i la Revolució sud-coreana a la República Popular i Democràtica de Corea":
1. Independència política [chaju]
2. Auto-suficiència econòmica [charip]
3. Auto-suficiència en defensa[chawi]

L'antic líder nord-coreà Kim Jong-il és l'autor oficial de la declaració definitiva del Juche, com va dir al documental de 1982 "Kim Jong Il: Sobre la ideologia Juche" (Kim Jong Il: On The Juche Idea). També era l'autoritat superior sobre la interpretació de la ideologia de l'estat i va incorporar la política Songun (on es remarcava la importància primordial de l'exèrcit) el 1996.
La ideologia del Juche va ser desenvolupada per Kim Il-sung com a guia i fonament de tota conducta a Corea del Nord. El significat de Juche és "autosuficiència" i "independència" en matèria política, econòmica, en defensa i en ideologia. El Juche emfatitza la independència al camp polític, l'auto-suficiència en temes econòmics, i l'autodefensa a nivell de defensa nacional. Chajusong (auto-dependència), minjok tongnip (independència nacional o ètnica), charip kyongje (economia independent), factors comuns que tots els pobles colonitzats volien a mitjan segle, són els sinònims de Juche i poden ser els antònims de sadaejuui, que significa servir i dependre d'un poder estranger. El segon caràcter de Juche, che, es troba a finals del segle xix, al moviment d'enfortiment nacional del govern de Li Hung-chang. El 'Che' de Juche, és similar al 'Ti' del Ti-Yung de l'aprenentatge xinès, o el 'Tai' de Kokutai al Japó.:413 Els coreans empren el Juche al seu cas com a forma d'aconseguir la meta de crear un estat mental subjectiu i solipsista, la forma de pensar correcta que ha de precedir i que, llavors, determinarà les accions correctes però que també s'empra com a forma de definir que és alhora modern i coreà.:414

## Ideologia i aplicació pràctica
Segons Kim Jon-Il a la Ideologia del Juche, l'aplicació del Juche com a política d'estat, implica el següent:
1. La gent ha de tindre independència (chajusong), tant a l'hora de pensar com a nivell polític, econòmic i defensiu.
2. Les polítiques han de reflectir el desig i aspiracions de les masses i caldrà emprar eixes polítiques plenament per a la revolució i construcció.
3. Els mètodes de la revolució i construcció han de ser adequats a la situació del país.
4. El treball més important a la revolució i construcció és emmotllar a la gent ideològicament com comunistes, i mobilitzar-los cap a accions constructives.

La perspectiva de Juche requereix absoluta lleialtat cap al partit polític i el líder. A Corea del nord, aquestos són representats pel Partit Obrer de Corea i el comandant suprem, anteriorment Kim Jong-Il.
A la història oficial de Corea del Nord, una de les primeres aplicacions aconseguides va ser la del pla quinquennal de 1956-1961, també conegut com el Moviment Chollima, que va portar a crear el Mètode Chongsan-ri i el Sistema de treball Taean. El pla quinquennal implicava un ràpid desenvolupament econòmic de Corea del Nord, centrat a la indústria pesant, per assegurar la seua independència política vers la Unió Soviètica i la Xina. D'altra banda, el Moviment Chollima aplicava el mateix mètode d'una planificació de l'estat centralitzat d'un estil semblant al Primer Pla Quinquennal a 1928. La metodologia també en va coincidir, i era basat parcialment, al Primer Pla Quinquennal de Mao i el seu Gran Salt Endavant. Corea del Nord, aparentment, va poder esquivar les catàstrofes del Gran Salt Endavant xinès.
Malgrat les aspiracions d'auto-suficiència, Corea del Nord ha necessitat continuadament l'assistència d'altres països. Històricament, Corea del Nord ha rebut principalment l'assistència de la Unió Soviètica fins al seu col·lapse el 1991. Al període posterior a la Guerra Coreana, l'economia de Corea del Nord es basava en préstecs de països "fraternals" de 1952-1963, també depenent considerablement de l'ajuda soviètica industrial des de 1953 fins al 1976. Després de la caiguda de l'URSS, l'economia coreana va entrar en crisi, amb el consegüent fracàs infraestructural, que va agreujar la fam massiva de mitjan 1990. Després d'anys de fam, la República Popular de la Xina van acceptar ser el substitut de la Unió Soviètica com a proveïdor principal, subministrant prop de 400$ milions de dòlars/any en ajuda humanitària. Des del 2007, Corea del Nord també ha rebut grans subministraments de combustible i ajuda tècnica, com es van programar a la línia de treball de les converses a 6 bandes. Corea del Nord ha estat el segon rebedor d'ajuda internacional de menjar el 2005, i continua patint d'escassetat crònica de menjar.

## Relació entre marxisme, estalinisme i maoisme
El 1972, el Juche va reemplaçar el Marxisme-Leninisme a la constitució Coreana com a ideologia oficial de l'estat, com a resposta a la ruptura sinosoviètica. El Juche quedava definit com una aplicació creativa del Marxisme-Leninisme, aplicada a la idiosincràsia coreana. Kim Il-sung també va explicar que el Juche no era original de Corea del Nord i va posar un accent a l'orientació programàtica inherent a tots els estats on s'apliquen polítiques Marxistes-Leninistes.
Després del col·lapse soviètic del 1991, màxim benefactor de l'economia de Corea del Nord, tota referència al Marxisme-Leninisme va ser eliminada a la constitució revisada 1998. Tot i això, la fraseologia continua sent emprada, per exemple, en paraules com socialisme i comunisme. L'establiment de la doctrina Shōgun a mitjans dels 1990, ha fet moure l'eix de la força revolucionaria, del proletariat o classe treballadora, cap a l'estament militar.
Diversos comentaris, reporters i acadèmics fora de Corea del Nord igualen el Juche amb l'estalinisme, anomenant així a Corea del Nord estalinista. Altres especialistes, opinen de forma diferent i han definit a Corea del Nord com corporativista (Bruce Cumings), nacional socialisme (Brian Myers), guerriller (Wada Haruki), monarquista (Dae Sook-suh), i teocràtic (Han S. Park, Christopher Hitchens). Entre aquells que anomenen règim estalinista a Corea del Nord, hi ha Charles Armstrong, Adrian Buzo, Chong-sik Lee, i Robert Scalapino.
Les declaracions polítiques i discursos de Kim Il-sung d'entre 1940 i 1950 confirmen que el govern Nord Coreà acceptava la teoria de Ióssif Stalin de 1924 anomenada Socialisme a un sol país i el seu model centralitzat d'autarquia econòmica. Després de la mort de Stalin, al 5 de març de 1953, el líder Nord Coreà va escriure un obituari emotiu al seu honor, anomenat "Stalin és la Inspiració per a la Lluita Popular per la seua Llibertat i Independència", a una edició especial del periòdic del partit Rodong Sinmun (10 de març del 1953), el començament del qual així deia:
Stalin és mort. El cor ardent del gran líder de la humanitat progressista ha deixat de bategar. Aquestes males noves s'han propagat pel territori coreà com un llamp, infligint un colp agre als cors de milions de persones. Els soldats de l'exèrcit popular coreà, els treballadors, els camperols i els estudiants, així com tots els residents d'ambdues Corees, han escoltat les notícies tristes amb profund dolor. L'ésser mateix de Corea sembla inclinar-se ferit, i les mares que aparentment havien exhaurit les seues llàgrimes plorant pels xiquets morts als bombardejos dels bandits aeris Americans, han plorat de nou.
Malgrat això, les declaracions de Kim Il-sung sobre l'aprenentatge de Stalin i l'experiència Soviètica, foren retirats més tard del registre públic.
Després de la mort de Stalin, el culte a la personalitat fou denunciat al XX Congrés del Partit del Partit Comunista de la Unió Soviètica el 1956, per part d'autoritats polítiques Nord coreanes, per la seua excessiva adulació del líder Soviètic. Però el règim va rebutjar seguir l'exemple de la reforma política Soviètica, que va ser descrit com a revisionisme modern, o unir-se al Consell d'Assistència Econòmica Mútua (COMECON), la major organització de comerç internacional dels estats Marxistes-Leninistes, subordinats al desenvolupament econòmic de la Unió Soviètica. Al present, el govern Nord Coreà no admet cap connexió entre el Juche i les idees de Stalin, tot i que ocasionalment es fa menció dels seus mèrits polítics.
El pensament polític de la Xina maoista, ha influenciat profundament Corea del Nord; tal és aquest nivell, que el moviment de mobilització de masses Chollima es basa al Gran Salt Endavant. Tot i això, el partit denúncia fortament qualsevol influència Maoista al Juche, en un intent d'aparentar independència vers altres estats. Així doncs, tot i que la influència de Mao Zedong no és reconeguda oficialment a Corea del Nord, els ideòlegs i escriptors de discursos del Partit dels Treballadors de Corea van emprar obertament idees maoistes, com el concepte d'auto-regeneració, el 1950-1960. Les teories maoistes sobre l'art, han començat a tindre influència també al teatre musical Nord Coreà durant aquest temps. Aquest desenvolupament es va produir com a resultat de la influència de l'exèrcit xinès durant la Guerra Coreana, així com durant la ruptura sinosoviètica, on Kim Il-sung es va alinear amb Mao contra la de-Stalinització Soviètica. Kim va cursar secundària a la Xina, on va aprendre Xinès i va ser un partisà guerriller al Partit Comunista Xinès entre 1931 i 1941. El règim post-guerra de Kim Il-sung, ha fet servir particularitats del pensament Maoista, com el Gran Salt Endavant, la teoria de Línia de les Masses (qunzhong luxian) i la tradició guerrillera. El Juche, tot i això, no comparteix la fe del Maoisme en les classes populars pageses sobre les obreres, ni de la superioritat dels pobles sobre la ciutat.

### Post-Mao
Rere la mort de Mao, les polítiques Maoistes d'un estat autàrquic socialista basat en la pagesia, van ser esborrades. Deng Xiaobing va posar en marxa el programa de les Quatre Modernitzacions el 1978, que obriren Xina a reformes econòmiques que portaria el país a polítiques d'economia de mercat. La teoria de Deng Xiaobing va ser oficialment institucionalitzada als 1980. Malgrat les relacions cordials entre Beijing i Pyongyang, el govern Nord Coreà va ser reticent a adoptar les polítiques d'obrir portes a l'economia de mercat, i al model d'economia moderna xinès, car el lideratge del país tenia por que aquestes noves reformes pogueren comprometre la ideologia Juche i resultara finalment a una desestabilització política i esdeveniments similars als de les Protestes de la Plaça de Tian'anmen de 1989 (Lee, p. 1998, 1999). Després de la caiguda de la Unió Soviètica i el Bloc de l'Est, entre 1989 i 1991, amb les conseqüències de perdre del seu soci que hi proveïa ajut econòmic, Corea del Nord va començar a emprar polítiques, a mode experimental, cautelar i selectiva, del model Xinès.
La Llei de Joint Venture (Aventura conjunta) de 1984 va ser, però, un dels primers intents Nord Coreans inspirats en polítiques de Deng Xiaoping, d'atraure capital estranger dins de la doctrina del Juche d'orientació programada. Açò va ser seguit per una emulació de la Zona Econòmica Especial Shenzhen. Corea del Nord va establir la seua primera Zona Econòmica Especial (ZEE) el 1991, la Zona Econòmica Especial Rajin-Sonbong. El 1998, la constitució del Juche va ser escrita amb previsió de defensar la propietat privada i les empreses Joint Ventures amb relació amb altres països capitalistes, fent possible l'establiment de l'Institut de Recerca del Capitalisme el 2000, i acceptant les reformes de preu i sou de l'1 de juliol del 2002. La Teoria de Deng Xiaoping accepta la mercantilització de l'economia Xinesa com a "Socialisme amb característiques Xineses" o una "economia de mercat socialista", on la ideologia del Juche Nord Coreà racionalitza que aquestes reformes són acceptables sota el concepte de "Socialisme del nostre estil".
Dins del rol d'Estat Nació al Juche, segons el "Preguntes del Període de Transició del Capitalisme al Socialisme i la Dictadura del Proletariat" (1967) de Kim Il-sung, i el "Preservant el Caràcter Juche i el Caràcter Nacional de la Revolució i la Construcció" (1997) de Kim Jong-il, la meta de la revolució i la construcció dins del Juche, és l'establiment del socialisme i comunisme dins de les fronteres nacionals de Corea del Nord. Contràriament a les perspectives del Marxisme clàssic, el Juche també manté que els Coreans són una comunitat nacional basada en la sang, que l'estat nació Coreà romandrà dempeus per sempre, i que els Coreans sempre viuran a Corea i parlaran Coreà (Igual que els Khmers rojos van incorporar al Nacionalisme Khmer com una plataforma ideològica, al que Marx es va oposar).
Malgrat el nacionalisme del Juche, ideòlegs Nord Coreans han parlat sobre la possibilitat que altres nacions poden i deuen aprendre del Juche i adaptar els seus principis a llurs condicions nacionals. El govern Nord Coreà admet que el Juche adreça preguntes prèviament considerades al Marxisme clàssic i els consegüents desenvolupaments al Marxisme-Leninisme Soviètic, però ara es distancia d'ells i, fins i tot, repudia aspectes d'aquestes filosofies polítiques. La posició oficial mantinguda per Kim Jong-il "La Filosofia del Juche és una Filosofia Revolucionaria Original" (1996), és la que manté que el Juche és una ideologia completament nova, creada per Kim Il-sung, que no depén dels clàssics Marxistes. Com a resultat, la Constitució Nord Coreana no en menciona el Marxisme-Leninisme, sinó que ocupa el seu preàmbul amb declaracions de Kim Il-sung.
Mentre defensa que el Juche és adaptat a les peculiaritats nacionals de Corea del Nord, en oposició a ajustar-se a les premisses del Marxisme clàssic i el seu socialisme internacional (On es diuen coses com els treballadors del món no hi tenen país o Treballadors del món, uniu-vos!), el govern Nord Coreà en fa referència als clàssics internacionalistes com Karl Marx i Friedrich Engels, així com Vladímir Lenin i el seu successor, Ióssif Stalin, com líders veritables del moviment socialista als segles xix i xx previs al Juche de 1955. D'altra banda, el Maoisme rarament és anomenat, i la ideologia d'en Deng Xiaobing d'una reforma econòmica és bàsicament eliminada pel règim d'en Kim Jong-il. A més a més, els escrits del Marxisme clàssic són generalment prohibits pels lectors laics a Corea del Nord. Tota referència al comunisme, ha estat tret de la constitució actual, redactada el 2009.